# Graviranje
Graviranje je praksa vrezovanja motiva na trdo, navadno ravno površino z rezanjem utorov z rezilom. Rezultat je lahko okrašen predmet sam po sebi, kot pri graviranju srebra, zlata, jekla, stekla, titana, aluminija, pa tudi neželezne in plemenite kovine, ali pa lahko zagotovi ploščo za globoki tisk iz bakra ali druge kovine za tiskanje slik na papir kot odtise ali ilustracije; te slike imenujemo tudi 'grafike' ali 'gravure'. Graviranje je ena najstarejših in najpomembnejših tehnik grafike.
Graviranje na les je oblika reliefnega tiska in v tem članku ni zajeto, enako velja za gravure v skalah, kot so petroglifi.
Graviranje je bilo zgodovinsko pomembna metoda izdelave podob na papirju v umetniški grafiki, pri izdelavi zemljevidov, pa tudi za komercialne reprodukcije in ilustracije za knjige in revije. V komercialni uporabi so jo že dolgo nadomestili različni fotografski postopki in je, delno zaradi težavnosti učenja tehnike, veliko manj pogosta v grafiki, kjer so jo v veliki meri nadomestile jedkanice in druge tehnike.
Gravura je prav tako ohlapno, vendar nepravilno uporabljena za vse stare črno-bele grafike; zahteva določeno stopnjo strokovnega znanja za razlikovanje gravur od grafik z uporabo drugih tehnik, kot je zlasti jedkanica, pa tudi mezzotinte in druge tehnike. Številni stari grafiki prav tako združujejo tehnike na isti plošči, kar dodatno zmede stvari. Črtna gravura in jeklena gravura se uporabljajo za reproduktivne odtise, ilustracije v knjigah in revijah ter podobne namene, večinoma v 19. stoletju, pri čemer se pogosto dejansko ne uporablja gravura. Zlatarji, graverji za steklo, orožarji in drugi se še naprej ukvarjajo s tradicionalnim graviranjem z žarenjem ali z uporabo strojev, medtem ko imajo sodobne industrijske tehnike, kot sta fotograviranje in lasersko graviranje, veliko pomembnih aplikacij. Gravirani dragulji so bili pomembna umetnost v starodavnem svetu, oživljena v renesansi, čeprav izraz tradicionalno zajema reliefne in globoke rezbarije in je v bistvu veja kiparstva in ne graviranja, saj so bili svedri običajno orodje.

## Izrazi
Drugi izrazi, ki se pogosto uporabljajo za tiskane gravure, so bakrorez, bakreno grafiranje in črtno graviranje. Graviranje v jeklo je tehnika na jeklenih ploščah in drugih zlitinah in se je večinoma uporabljala za bankovce, ilustracije za knjige, revije in reprodukcijske tiske, pisemske glave in podobne namene od približno leta 1790 do začetka 20. stoletja, ko je tehnika postala manj priljubljena, razen bankovcev in drugih oblik varnostnega tiska. Zlasti v preteklosti se je 'gravura' pogosto uporabljala zelo ohlapno, da bi pokrila več tehnik izdelave grafike, tako da je bilo veliko tako imenovanih gravur v resnici izdelanih s popolnoma različnimi tehnikami, kot sta jedkanica ali mezzotinta. »Ročno graviranje« je izraz, ki se včasih uporablja za graviranje predmetov, ki niso tiskarske plošče, za napise ali okrasitev nakita, strelnega orožja, trofej, nožev in drugih finih kovinskih izdelkov. Tradicionalne gravure v grafiki so prav tako »ročno gravirane«, z uporabo enakih tehnik za izdelavo črt na plošči.

## Proces
Vsak graver je drugačen in ima svoj način dela. Graverji uporabljajo orodje iz utrjenega jekla, imenovano burin ali graver, za vrezovanje motiva v površino, najbolj tradicionalno bakreno ploščo. Vendar sodobni umetniki ročnega graviranja uporabljajo rezila ali graverje za rezanje različnih kovin, kot so srebro, nikelj, jeklo, medenina, zlato, titan in drugo, v aplikacijah od orožja do nakita do motornih koles in najdenih predmetov. Sodobni profesionalni graverji lahko gravirajo z ločljivostjo do 40 vrstic na mm pri visokokakovostnem delu, ki ustvarja prizore iger in zvitke. Matrice, ki se uporabljajo v množični proizvodnji oblikovanih delov, so včasih ročno vgravirane, da dodajo posebne poteze ali določene informacije, kot so številke delov.
Dleta so na voljo v številnih oblikah in velikostih, od katerih vsako proizvaja različne vrste linij. Burin proizvaja edinstveno in prepoznavno kakovost linije, ki jo odlikujejo stabilnost, odmerjen videz in čisti robovi. Orodje za črnilo pod kotom ima rahlo ukrivljeno konico, ki se običajno uporablja pri tiskanju. Florentinska dleta so orodja z ravnim dnom z več vrezanimi črtami, ki se uporabljajo za postopek polnjenja na večjih površinah. Ploščata dleta se uporabljajo tako za zapolnjevanje črk kot tudi za večino graviranja glasbil. Okrogla dleta se običajno uporabljajo na srebru za ustvarjanje čistih rezov (imenovanih čista gravura), pa tudi na drugih kovinah, ki jih je težko rezati, kot sta nikelj in jeklo. Zareze so kvadratne ali v obliki podolgovatega diamanta in se uporabljajo za rezanje ravnih linij. Druga orodja, kot so mezzotinta dleta, rulete in polirniki, se uporabljajo za teksturne učinke.
Na začetku je bilo samo ročno graviranje. Pri tem postopku burin držimo z roko, tako da je ročaj pokrit z dlanjo. Konica novega orodja se odkruši na dolžino, ki je nekoliko večja od prstov graverja, in se nato vrne v začetni položaj. Pravo graviranje je sestavljeno iz kombinacije tiska in obdelave dela. Ta postopek se izvaja še danes, sodobna tehnologija pa je omogočila različne mehansko podprte sisteme graviranja. V bistvu so izdelani iz ročajev, ki izgledajo kot zareze, v notranjosti pa so pnevmatski bati, ki poganjajo konico kot pnevmatski sveder, vendar s hitrostjo do 15.000 gibov na minuto, kar močno zmanjša napor, potreben pri tradicionalnem ročnem graviranju.
Poleg ročnega graviranja obstajajo stroji za graviranje, ki zahtevajo manj človeške prefinjenosti in se ne upravljajo neposredno ročno. Običajno se uporabljajo za črke, z uporabo pantografskega sistema. Obstajajo različice za notranjost prstanov in tudi za zunanjost večjih kosov. Takšni stroji se običajno uporabljajo za napise na prstane, medaljone in predstavitvene predmete.

## Zgodovina in uporaba
Edina kovinska gravura, ki bi jo lahko naredili v antiki, je vidna v plitvih utorih, najdenih na nekaterih dragih kamnih po začetku 1. tisočletja pr. n. št. Večina tako imenovanih graviranih motivov na prstanih iz starinskega zlata ali drugih predmetih je bila izdelana z vdolbino ali včasih s kombinacijo tehnike cera perduta in vdolbine.
Uporaba graviranja za izrezovanje okrasnih prizorov ali figur na steklovini se je pojavila šele v zgodnjem 1. stoletju našega štetja in se nadaljevala do 4. stoletja našega štetja v urbanih središčih, kot sta Köln in Rim, in izginila nekje v 5. stoletju. Okras je sprva temeljil na grški mitologiji, preden so postali priljubljeni lovski in cirkuški prizori, pa tudi podobe iz Stare in Nove zaveze. Zdi se, da je bil uporabljen za posnemanje videza izdelkov iz plemenitih kovin iz istega obdobja, vključno z uporabo zlatih lističev, in je bil verjetno zarezan z golo roko ali s palico. Do sedaj je bilo ugotovljenih dvajset ločenih slogovnih delavnic in zdi se verjetno, da sta bila poklica graverja in lončarja ločena drug od drugega.
V srednjem veku v Evropi so zlatarji uporabljali graviranje za okrasitev in vpisovanje kovin. Menijo, da so začeli tiskati odtise svojih modelov, da bi jih zabeležili. Iz tega je prišlo do graviranja bakrenih tiskarskih plošč za ustvarjanje umetniških podob na papirju, znanih kot stari tiskarski mojstri v Nemčiji v 1430-ih letih. Kmalu se je razširil v Italijo. Mnogi zgodnji graverji so imeli zlatarsko ozadje. Prvo in največje obdobje graviranja je trajalo od 1470 do 1530 z mojstri, kot so Martin Schongauer, Albrecht Dürer in Lucas van Leiden.
Po tem je graviranje začelo izgubljati tekmo z jedkanico, veliko lažjo tehniko v umetniškem izobraževanju. Vendar pa so številne grafike združevale obe tehniki: čeprav se vse Rembrandtove grafike na splošno zaradi priročnosti imenujejo bakrorezi, so bile mnoge narejene delno z žganjem ali suho iglo, medtem ko imajo druge nekaj drugega. Do 19. stoletja je bila večina gravur uporabljena za komercialne ilustracije.
Pred odkritjem fotografije se je graviranje uporabljalo za reprodukcijo drugih oblik umetnosti, kot so slike. Gravure so bile v začetku 20. stoletja še vedno običajne pri izdelavi časopisov in številnih knjig, saj so bile cenejše za tiskanje kot fotografske slike. Graviranje je bilo vedno uporabljeno tudi kot način izvirnega likovnega izražanja.

## Ustvarjanje tona
Na tradicionalnih gravurah, ki so povsem linearen medij, je bil vtis poltonov (raster) narejen z izdelavo številnih zelo tankih vzporednih črt s tehniko, imenovano šrafura. Ko sta se dva niza vzporednih šrafur prekrižala za večjo gostoto, je bil nastali vzorec znan kot navzkrižna šrafura. Vzorci koles so bili uporabljeni tudi v tehniki, imenovani wheeling, ki jo je okoli leta 1505 prvič uporabil Giulio Campagnola. Claude Mellan je bil eden od mnogih graverjev 17. stoletja z visoko razvito tehniko uporabe vzporednih linij različnih debelin (znanih kot nabrekle črte) za ustvarjanje subtilnih tonskih učinkov. Popoln primer tega je njegov Prt svete Veronike (1649), gravura Jezusovega obraza, narejena iz ene spiralne črte, ki se začne na konici Jezusovega nosu.

## Znani graverji
Grafika:
- Jacopo de' Barbari (deloval 1500–1515)
- William Blake (1757–1827)
- Giulio Campagnola (deloval o. 1505–1515)
- Gustave Doré (1832–1883)
- Albrecht Dürer (1471–1528)
- Master ES (deloval ok. 1450–1470)
- Maso Finiguerra (1426–1464)
- Theodore de Bry (1528–1598)
- Hendrick Goltzius (ok. 1558–1617)
- Francisco de Goya (1746–1828)
- Stanley William Hayter (1901–1988)
- William Hogarth (1697–1764)
- Lucas van Leyden (1494–1533)
- Andrea Mantegna (ok. 1431–1506)
- Claude Mellan (1598–1688)
- Israhel van Meckenem (ok. 1445–1501)
- Matthäus Merian (1593–1650)
- Jan Saenredam (1565–1607)
- Martin Schöngauer (ok. 1450–1491)
- John Sturt (1658–1730)
- Maerten de Vos (1532–1603)
- Anthonie Wierix (1552–1624)
- Hieronymus Wierix (1553–1619)
- José Guadalupe Posada (1852–1913)

dragulji:
- Teodor sa Samosa, Polikratov graver dragih kamnov
- Pirgotel, Aleksandrov graver dragih kamnov